# 플로린 맥키니

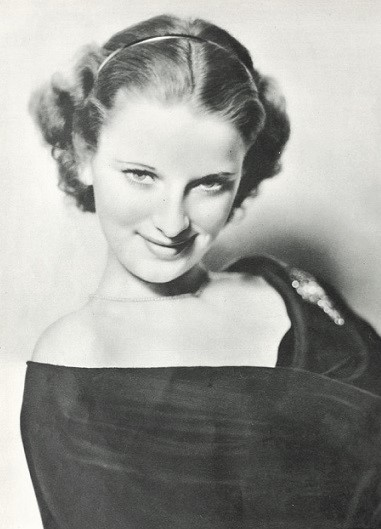

플로린 맥키니(Florine McKinney, 1909년 12월 13일 ~ 1975년 7월 28일)는 미국의 배우, 영화배우이다.
밴나이즈에서 사망하였다. 밴나이즈에 매장되었다.

## 영화
- 언홀리 파트너스 (1941년)
- 이스케이프 (1940년) - 스튜던트 역
- 데이빗 코퍼필드 (1935년)
- 스튜던트 투어 (1934년)
- 헐리우드 파티 (1934년)
- 댄싱 레이디 (1933년)
- 풋볼 대소동 (1932년)
- 시나라 (1932년)